# الغياث البغدادي
غياث الدين عبد الله بن فتح الله البغدادي والملقب بالغياث، كان حياً بعد سنة (901ه‍/1495م) مؤرخ من أهل بغداد، أقام زمناً في سوريا، من أشهر أعماله التي نشرت تحت عنوان: (تأريخ الدول الإسلامية في الشرق)،والمعروف باسم التاريخ الغياثي وهو الاسم الذي أطلقه مؤلفه (الغياثي) على كتابه فيقول:"وسميته بالتاريخ الغياثي"، ويتكلم فيه عن تاريخ العراق، ولغته عراقية عامية. كان أديباً فاضلاً، وكاتب ديوان الإنشاء في بغداد، وغالب كتّاب الدواوين أدباء فضلاء، وكتابه التاريخ الغياثي، من أجل كتب التواريخ باعتباره صفحة كاشفة عن مؤلفه وعن تاريخ العراق إلى أيامه. واظهرت الايام انه كاتب ديوان بغداد، وله من المؤلفات أيضاً كتاب تاج المداخل في الفلك، نقله من الفارسية، وتبين منه انه بخطه، غير الخط الذي كتب به التاريخ، وعده صاحب الأنوار بين علماء الشيعة، بينما هو من أهل السنة كما يفهم من خلال سطور تاج المداخل. توفي أواخر القرن التاسع للهجرة، وذكر في تاريخه حوادث سنة (891ه‍/1486م) مما يدل انه حي في ذلك التاريخ. وقد اقتنت مكتبة المتحف العراقي مخطوطاً لهذا الكتاب، وهو في علم النجوم، كان قد نقله هو من الفارسية، وتاريخ نسخه في سنة (879ه‍)، فكان النسخ إلى العربية في حياة الناقل. والغياثي كان مؤرخ وفلكي، وبراعته في الفلك غالبة، وفي تاريخه يتعرض لأمور فلكية. وانه كان يتكلم عن خبرة، وانه من أصحاب الفكرة في الفلك.